# 帕德巴拉
帕德巴拉（Bhatpara）是印度的城市，由西孟加拉邦負責管轄，位於該國東北部胡格利河畔，距離首府加爾各答36公里，海拔高度12米，2011年人口390,467。